# Heterogynis zikici
Heterogynis zikici је врста инсекта из реда лептира. Припада монотипској породици Heterogynidae, а први пут је описана 2018. године, захваљујући проналасцима јединки на подручју Власинске висоравни. Све припаднике ове породице одликује западно-палеарктичко расптрострањење и јединствен животни циклус.

## Таксономија
Врсте из рода Heterogynis деле мноштво особина, нарочито ларвалних, са осталим припадницима натопородице Zygenoidaea, али се у досадашњим студијама може запазити и покушај сврставања у натпородицу Тineoidea. Иако показују морфолошку сличност са адултима из породице Psychidae, као и известан број заједничких еколошких преференција, ови карактери показали су се као несроднички. Род обухвата петнаестак врста, при чему се данас најистраженија, H. pennella, посматра као комплекс врста чија је географска изолованост довела до даље диверзификације. Врста H. zikici издвојена је и описана након извршених морфолошких и молекуларних анализа.

## Опис инсекта

#### Гусеница
Као и остале гусенице из натпороице Zygenoidaea, vrstu H. zikici одликује типичнан еруциформни план грађе тела и укупно пет пари лажних ножица од којих се четири налазе на абдоминалним и један на аналном сегменту. Кутикула је наборана и прекривена кратким сетама које у току развоја склеротизују у различитој мери. Обојење представља комбинацију смеђе до црне и жуте боје, а маркације су јасно видљиве од првог пресвлачења до улуткавања. Представљене су лонгитудалним линијама: једна медиодорзална, једна медиовентрална, пар спиракуларних до супраспиракуларних, као и један пар латеровентралних. Глава је сјајна, смеђе до црне боје, најчешће позиционирана благо подвучено под први торакални сегмент. Гусенице женки су до 2,5 пута крупније од гусеница мужјака.

#### Адулт
Све припаднике породице Heterogynidae одликује изузетно изражен полни диморфизам:
- Мужјак показује грађу типичну за ред, а како читав овај стадијум користи за размножавање, не поседује развијене структуре за храњење. Обојење је црно, без назнака криптичности или апосематизма. Позиција крила у стању одмарања је кроваста. Иако дневни летач, није у могућности да прелети значајне раздаљине, те се ова особина, заједно са особинама гусеница и женки сматра једном од одговорних за изолацију популација.
- Тело женке је веома слично ларвеном. Аптерна је и седентарна, а читав феномен у науци носи назив катаметаболија. За разлику од неотеније или прогеније, при којима се сексуално сазревање врши пре комплетног сомтског развоја, у овом случају женка пролази кроз веома регресивну метаморфозу, што значи да је соматска организација тела још упрошћенија од ларвалне. Тело је глобуларно, а екстремитети и антене сведени на квржице. На месту некадашњих ларвених лажних ножица, видљива су само вентрална депигментисана поља.[8]

## Животни циклус
Животни циклус подразумева след догађаја својствен свим врстама овог рода. Гусенице се улуткавају у претходно испреденом заштитном кокону, захваљујући серицигеној активности својих жлезди. Кокон је причвршћен за биљку хранитељку, која је у случају H. zikici, Chamaecytisus hauffelli из породице махунарки (легуминозе) што је уједно и једини податак у литератури који указује на могућност наношења веће штете биљци хранитељки. Женски кокони су позиционирани знатно више од мушких, који показују тенденцију формирања кокона при самом тлу и непосредно изнад. Мушки кокон је вретенаст, а женски поседује заокругљено дно. Пупација је вишеструко дужа у случају мужјака, али је еклозија синхронизована различитом дужином трајања осталих развојних стадијума. Из мушког кокона развиће се крилати адулт, који одмах по еклозији и сушењу крила приступа потрази за адекватном женком. Из женског кокона развија се седентарна, аптерна женка, која никада у потпуности не напушта пупину кутикулу. У току неколико узастопних дана, извирује из кокона, притом задржавајући главу и стернални део унутра, како би спречила евентуално испадање и физичку немогућност враћања. Након спаривања адекватних парнера, које је дириговано хемијским и сензорним сигналима, долази до копулације, а потом женка, захваљујући глатком телу, клизи назад у кокон и у њему полаже јаја. До њиховог излегања, 7-12 дана, женка живи у субвиталним условима. Младе гусенице, непосредно по излегању, у потпуности прождиру мајку, што је омогућено самом њеном грађом (нема несварљивог склеротина). Потом напуштају кокон, обављају прво пресвлачење, и настављају хербиворну исхрану. Следећи догађаји укључују фазе естивације и хибернације. Судећи по студији која пореди резултате мерења масе гусеница пре уласка у естивацију и након изласка из хибернације, у питању је директан прелазак из једног у друго стање мировања. За то време, гусенице се налазе у индивидуалним заштитним омотачима на тлу или под камењем, коју испредају захваљујући рано успостављеној серицигеној активности. Са доласком пролећа и олиставањем, гусенице настављају храњење. По завршеној метаморфози од четири пресвлачења, прелазе у препупално стање и циклус се понавља. Дају једну генерацију годишње.

## Матриворија и аптерност
Феномен прождирања мајке у реду Lepidoptera редак је и дуго је описиван као канибализам. Међутим, новија посматрања указују на специфичан тип пресоцијалног понашања, родитељску бригу за потомство у форми једнократне инвестиције. Мужјак приликом копулације, заједно са једном сперматофором, убацује у женку одређену количину нутритивних супстанци. Читаво тело женке садржи липидне депое, па матриворија осигурава богату енергетску инјекцију за потомство. Оваква презервација енергије од великог је значаја за врсту која заузима веома дефинисан географски простор, и чији је сваки развојни стадијум бар у извесној мери ограничен по питању кретања. Узрочно-последична еволуција феномена бескрилности и матриворије нису сасвим разјашњени. Валтер Хакман у својим радовима даје два подтипа аптерних женки лепидоптера: витка женка са могућношћу ходања и здепаста, седентарна женка. Потенцијални узроци редукције крила дати су у Нојман-Егер-Даунсовој хипотези: повећан број зрелих ооцита одмах по еклозији, предности које доноси брза овипозиција, хабитат у коме владују стресни услови. Разматрајући сличне појаве код осталих група из реда, јављају се несагласја, те Зили у својим радовима закључује да треба имати у виду да се у случају рода Heterogynis крила нису редуковала, већ никад и нису била развијена, те да оба феномена треба посматрати кроз призму интраспецијске коеволуције.

## Друге биолошке и еколошке карактеристике
Жута боја, присутна код гусеница и адултних женки, се код већине аутора интерпретира као апосематизам. Поједина несагласја јављају се због чињенице да је тамна боја епидермалног порекла, а жута не представља пигмент већ боју телесне течности видљиве кроз интегумент. Студије су показале да кутикуларне шупљине гусеница садрже хидроцијаничну киселину, што је истакнута карактеристика свих таксона натпородице Zygenoidaea. Heterogynis показује резистенцију на цијаногена испарења. Када предатор буде изложен нејестивој, апосематски обојеној врсти једном, ствара се шаблон избегавања, и таква помоћ остатку припадника врсте сматра се пресоцијалним понашањем.  Гусенице одликује и могућност уласка у стање танатозе приликом поновљеног узнемиривања. Женке, веома експониране и рањиве, задржавају ларвалне маркације на тај начин користећи већ успостављени принцип заштите од предатора. Високо позиционирани кокон женки носи бројне предности, али и препреке у испуњавању животног циклуса, па је у истраживањима посматран кроз интраспецијску сексуалну селекцију.